# Bryocyclops travancoricus
Bryocyclops travancoricus – gatunek widłonoga z rodziny Cyclopidae. Nazwa naukowa gatunku została po raz pierwszy opublikowana w 1950 roku przez szwedzkiego zoologa Knuta Lindberga.